# Moenkhausia goya
Moenkhausia goya är en stimlevande fiskart i familjen laxkarpar som beskrevs 2018 av iktyologerna Gabriel de Carvalho Deprá, Valter Monteiro de Azevedo-Santos, Oscar Barroso Vitorino Júnior, Fernando C. P. Dagosta, Manoela M. F. Marinho och Ricardo C. Benine.